# Alexander von Kluck
Alexander Heinrich Rudolph von Kluck (20 mai 1846 – 19 octombrie 1934) a fost un general german din timpul Primului Război Mondial.

## Primii ani
Kluck s-a născut în Münster, Westfalia, pe 20 mai 1846.
El era fiul arhitectului Karl Kluck și al soției sale, Elisabeth, născută Tiedemann. A urmat cursurile elementare la școala Paulinum din orașul său natal, Münster.
În 1874 s-a căsătorit cu Fanny von Donop (1850-1938); au avut împreună trei fii și o fiică.

## Cariera militară
S-a înrolat în Armata Prusiei la timp pentru a participa la Războiul Austro-Prusac din 1866 și în Războiul Franco-Prusac, unde a fost rănit de două ori în Bătălia de la Colombey-Neuilly, și a fost distins cu Crucea de Fier (clasa a doua) pentru curaj. El a fost înaintat la gradul de general de infanterie în 1906, iar în 1913 a fost numit Inspector General al Armatei a VII-a.

### Primul Război Mondial
Odată cu izbucnirea Primului Război Mondial, Kluck a fost numit la comanda Armatei I-a a Germaniei. Potrivit revizuirii Planului Schlieffen de către Moltke, Armata I-a făcea parte din aripa dreaptă și era poziționată pe marginea de vest a avangardei militare germane ce urma să se îndrepte către Belgia și Franța. Acest flanc de vest trebuia să avanseze alături de Armata a II-a a generalului Karl von Bülow către Paris. Cele două armate urmau să amenințe Parisul atât din vest, cât și din est.
După ce a luptat cu britanicii la Mons și Le Cateau, Armata I-a a pornit în urmărirea Armatei a V-a Franceze a generalului Lanrezac ce se afla în retragere. Cu toate acestea, la treizeci de mile de Paris, anticipând o confruntare cu Armata a V-a Franceză (comandată de Lanrezac), precautul Bulow a oprit înaintarea Armatei a II-a și i-a cerut lui Kluck să-i acorde un sprijin direct. Kluck fusese pus recent sub comanda lui Bulow atunci când acesta din urmă a fost numit la comanda aripii drepte a Armatei Germane. Kluck a protestat față de acest ordin în discuțiile cu Bulow și Moltke, deoarece el prefera să avanseze către flancul stâng al lui Lanrezac, dar protestul său a fost respins și i s-a ordonat să sprijine atacul lui Bulow asupra lui Lanrezac. În acest timp, Armata I-a a agresivului Kluck avansase la sud de poziția armatei lui von Bulow până la 13 kilometri nord de Paris. Pe 30 august, Kluck a decis să-și conducă trupele la est de Paris, respingând Planul Schlieffen. Deși frustrat de precauția lui Bülow, Kluck a ordonat armatei sale la 31 august să se îndrepte către sud-est pentru a sprijini Armata a II-a. Astfel, Kluck a creat o breșă de 30 de km în linia germană. Această mișcare a expus flancul drept al lui Kluck în direcția Parisului, unde (fără ca Kluck să știe) fusese deplasată Armata a VI-a Franceză a generalului Michel-Joseph Maunoury. Francezii au aflat de această deplasare a armatei lui Kluck pe 3 septembrie, datorită rapoartelor furnizate de avioanele aliate, iar acest lucru a fost confirmat în mod independent de interceptările radio. Evenimentele următoare au fost critice pentru viitorul curs al războiului.
Pe 5 septembrie, Maunoury a atacat flancul drept (vestic) al lui Kluck, marcând începutul Primei Bătălii de pe Marna. Kluck a parat atacul cu ajutorul a două corpuri de armată împrumutate pe care le-a plasat în spațiul dintre Armata I-a și Armata a II-a. Un atac surpriză lansat pe 8 septembrie de Armata a V-a Franceză a generalului Franchet D ' Esperey (care-l înlocuise pe Lanrezac) împotriva Armatei a II-a a lui Bülow a mărit breșa pe care Corpul Expediționar Britanic a căutat să o exploateze.
Von Kluck i-a telegrafiat lui von Moltke, în noaptea de 8 septembrie, spunându-i că o victorie decisivă va avea loc în ziua următoare. În schimb, pe 9 septembrie, un reprezentant al Comandamentului German, lt.col. Richard Hentsch, a considerat că situația armatei lui Bülow era foarte periculoasă și a ordonat retragerea tuturor armatelor, chiar dacă până în acel moment von Kluck reușise să-și depășească cea mai mare parte a problemelor cu care se confrunta. Ian Senior respinge ca un „mit” pretenția din istoria oficială germană că von Kluck ar fi triumfat pe 9 septembrie. În fapt Corpul Expediționar Britanic trecuse deja Marna, iar atacul lui Quast împotriva Armatei a VI-a a lui Maunoury eșuase, sugerându-se că acest lucru poate fi motivul pentru care Kluck a evitat întâlnirea directă cu Hentsch.
Germanii s-au retras în ordine spre poziții aflate la patruzeci de mile în spatele râului Aisne. Acolo, frontul s-a stabilizat pentru mai mulți ani.
Lipsa de coordonare a lui Kluck și Bülow și neputința de a menține o linie ofensivă eficientă au reprezentat motivul principal al eșecului Planului Schlieffen, prin care Germania urma să dea o lovitură decisivă împotriva Franței. În schimb, lunga ședere în tranșee era gata să înceapă. Mulți experți militari germani au o mare stimă pentru Kluck și mai ales pentru șeful său de stat major, Hermann von Kuhl. Germania ar fi câștigat Bătălia de pe Marna, cred ei, numai dacă Bülow ar fi egalat inițiativele curajoase ale armatei lui Kluck, deși acest lucru nu explică încercuirea armatei sale.
Citatul favorit al lui von Kluck era „În operațiunile mari și periculoase nu trebuie să gândești, ci să acționezi” și fusese rostit anterior de Iulius Cezar.

## Retragerea și ultimii ani deviață
Spre sfârșitul lui martie 1915, în timp ce inspecta un avanpost al trupelor sale, Kluck a fost lovit de un șrapnel, care i-a provocat șapte răni și l-a rănit grav la picior. La scurt timp după aceea, el a primit Ordinul Pour le Mérite. În octombrie 1916 Militär Wochenblatt a anunțat că von Kluck a fost plasat la cerere în retragere cu o pensie ce era egală cu jumătate de salariu. Fiul său, locotenentul Egon von Kluck, a fost ucis la începutul anului 1915.
Generalul von Kluck a scris despre participarea sa la război în volumul intitulat Führung und Taten der Erste (1920). Memoriile sale postbelice, The March on Paris and the Battle of the Marne, au fost publicate în 1920. Kluck a murit la Berlin în octombrie 1934.

## În cultura populară
Numele lui von Kluck a fost menționat într-un cântec militar britanic trivial (ale căror versuri erau scrise pentru melodia cântecului popular tradițional The Girl I Left Behind Me), care conținea următorul text:
„Kaiser Bill is feeling ill,
The Crown Prince he's gone barmy.
We don't give a fuck for old von Kluck
And all his bleedin' army.”
Versurile au fost rescrise ulterior într-o formă cenzurată, care are un limbaj mai puțin jignitor, dar în întregime inexact din punct de vedere istoric. Nu este clar dacă „prințul moștenitor” menționat este Rupert, Prinț Moștenitor al Bavariei sau Wilhelm, Prinț Moștenitor al Germaniei, ambii comandanți de armate pe durata războiului, deși Wilhelm a luptat, în general, împotriva francezilor.

## Cărți
- Herwig, Holger (2009). The Marne. Random House. ISBN 978-0-8129-7829-2.
- Senior, Ian (2012). Home Before the Leaves Fall: A New History of the German Invasion of 1914. Osprey. ISBN 978-1-848-84209-0.